# Czarnostrząb rdzawy
Czarnostrząb rdzawy (Buteogallus meridionalis) – gatunek dużego ptaka z rodziny jastrzębiowatych (Accipitridae), zamieszkujący Amerykę Centralną i Południową.  Nie wyróżnia się podgatunków. Nie jest zagrożony.

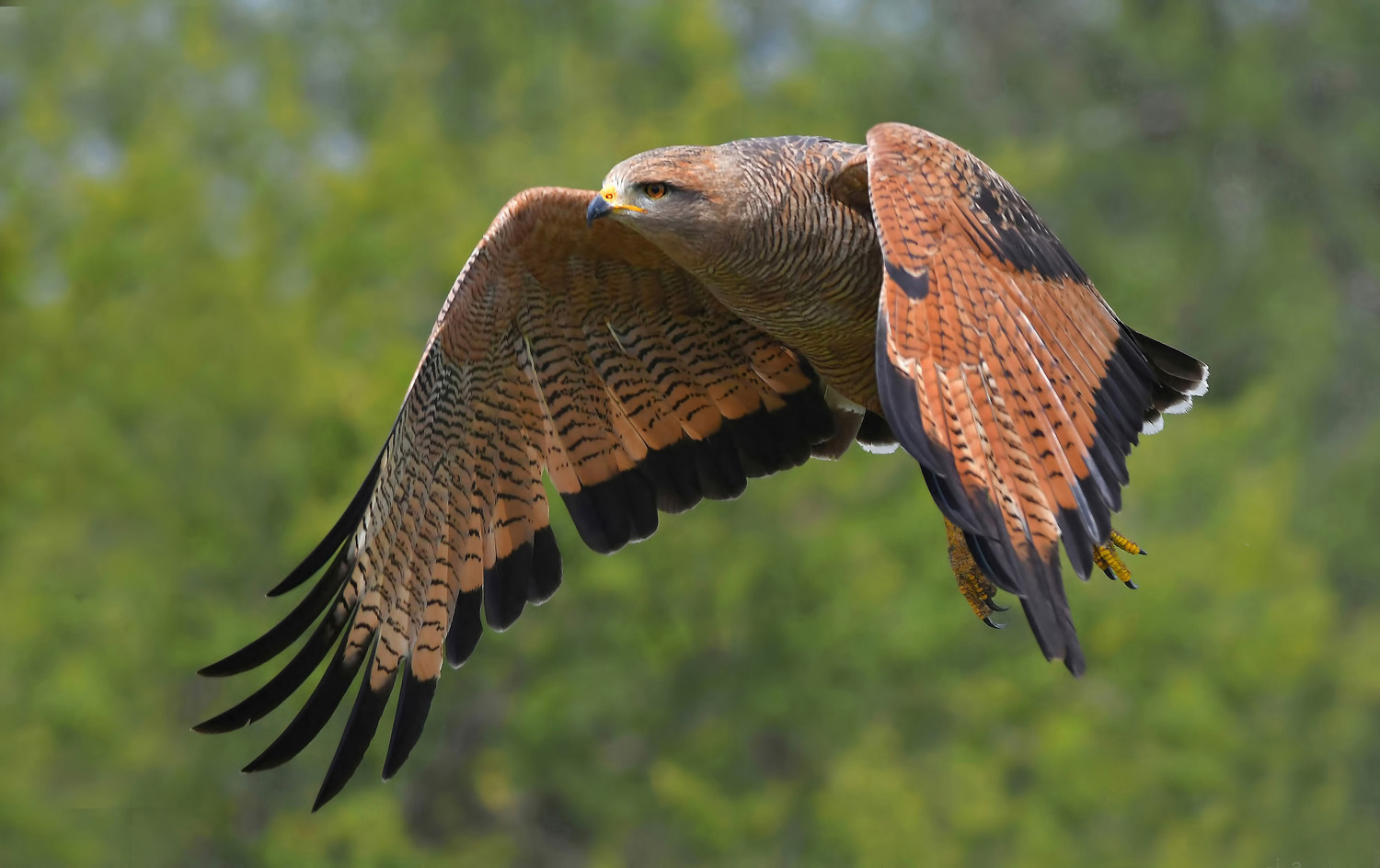
Czarnostrząb rdzawy w locie

WyglądDługość ciała 46–61 cm. Długie skrzydła i krótki ogon. Spód jednolicie rudy, z delikatnymi ciemnymi prążkami. Odcień grzbietu szarawy, w locie kontrastuje z brązową głową i skrzydłami z czarną tylną krawędzią. Ogon czarny z białym zakończeniem i taką samą przepaską pośrodku. Młode brązowawe w płowe plamki.
Zasięg, środowiskoAmeryka Centralna i Południowa – od zachodniej Panamy na zachód od Andów do północno-zachodniego Peru, a na wschód od Andów – do północnej Argentyny. Pospolity na terenach otwartych (np. sawannach), uprawnych, czasami wzdłuż wybrzeży morskich; także na obrzeżach lasów czy wzdłuż dróg. Występuje do wysokości 1400 m n.p.m.
Ekologia i zachowanieW skład pożywienia tego ptaka wchodzą: małe ssaki, ptaki, węże, jaszczurki, żaby, ropuchy, węgorze, kraby czy duże owady. Mało płochliwy; poluje z zasiadki, często krąży. Nieraz poluje grupowo, korzystając z pożarów sawanny lub robót polowych; chwyta wypłoszone z kryjówek zwierzęta.
Gniazdo to duża platforma z patyków, w środku wyłożona trawą lub porostami. Jest ono umieszczone na samotnym drzewie na sawannie, dużym drzewie na skraju lasu lub u podstawy liści dużej palmy. W zniesieniu 1–2 jaja, są one białe z nielicznymi czerwonawobrązowymi i brązowymi plamkami. Okres inkubacji w gniazdach zbadanych w Argentynie wynosił 35–36 dni, a czas do opierzenia się młodych 48–55 dni od wyklucia.
StatusMiędzynarodowa Unia Ochrony Przyrody (IUCN) uznaje czarnostrzębia rdzawego za gatunek najmniejszej troski (LC – Least Concern) nieprzerwanie od 1988 roku. W 2019 roku organizacja Partners in Flight szacowała, że liczebność światowej populacji mieści się w przedziale 5–50 milionów dorosłych osobników, a jej trend jest stabilny.